# Elecciones a la Asamblea Constitucional de Cuba de 1928
Elecciones a la Asamblea Constitucional tuvieron lugar en Cuba el 5 de marzo de 1928. El resultado fue una victoria para el Partido Liberal, el cual ganó 29 de los 55 escaños.

## Resultados
| Partido                      | Votos | % | Escaños |
| ---------------------------- | ----- | - | ------- |
| Partido Liberal              |       |   | 29      |
| Partido Nacional Conservador |       |   | 21      |
| Partido Popular Cubano       |       |   | 5       |
| Votos en blanco/nulos        |       | - | -       |
| Total                        |       |   | 55      |
| Fuente: Nohlen               |       |   |         |